# Culinária da Tanzânia
A culinária da Tanzânia é bastante variada, tendo influências de asiáticos, europeus e, evidentemente dos povos africanos.
Em cidades como Dar es Salaam ou Zanzibar encontram-se diversos tipos de restaurantes, com comida de todo o mundo. Em Zanzibar e também em grande parte na costa do Índico, a religião dominante é a muçulmana, portanto não há carne de porco em praticamente nenhum restaurante.
Em Tanga, Zanzibar e Dar es Salaam, existem pratos de peixe, que é um dos ingredientes principais, nas zonas costeiras, como no Lago Tanganica e Lago Victoria, onde a perca-do-nilo é um dos favoritos.
Produtos naturais, legumes e frutas tropicais são alimentos encontrados em abundância. As refeições são geralmente servidas com ugali (espécie de polenta, massa de farinha de milho), ou arroz. 